# Miliarense
Miliarense je novčana jedinica od dobrog srebra, kovana od Konstantina I (324.) do Leona I (457. – 474.), a poslije u Bizantskom Carstvu sve do Heraklija I (615.). Ovaj novac težio je za Konstantina I (oko 320.) 4,54 g. Konstans I. i Konstancije II. uveli su pored ovog još i teži miliarense (5,45 g.), koji se je održao do Honorija (oko 395.).